# Хрустальов, машину!
«Хрустальов, машину!» — історичний фільм Олексія Германа про останні дні сталінської доби, знятий ним в 1990-х рр.. за сценарієм, написаним разом з дружиною Світланою Кармалітою.
Фільм, що став для Германа в чомусь підсумковим, вирізняється своєю ускладненою модерністською кіномовою, яка часом незрозуміла навіть для підготовленого глядача: «оку не охопити таку безліч планів, звично зосередившись лише на передньому; вухо не вловлює багатоголосий хор» (Петро Вайль).

## Зміст
1953 рік. Починається процес у знаменитій «справі лікарів». У інтриги служб держбезпеки і політичні ігри виявляється випадково замішаний простий робітник котельні, який згвинчує декоративну фігурку з рідкісного для Москви автомобіля Опель. Невинний вчинок призводить до того, що герой на багато років потрапляє у табір.

## Ролі
| - Юрій Цурило — генерал Юрій Георгійович Кленський - Ніна Русланова — дружина генерала - Юрі Ярвет-мол. — фінський репортер - Михайло Дементьєв — син генерала - Олександр Баширов — Федя Арамишев - Іван Мацкевич — «двійник» генерала - Пауліна Мясникова — бабуся, мати генерала - Віктор Михайлов — шофер генерала - Нійоле Нармонтайте — Соня - Ольга Самошина — закохана вчителька - Генрієтта Яновська — сестра генерала | - Євген Важенін — гебіст в штатському - Олексій Жарков — чин МВС - Олександр Ликов — зек-шофер - Юрій Ніфонтов — Толік - Костянтин Воробйов — охоронець у клініці генерала - Данило Бєлих — в епізоді - Віктор Степанов — Терентій Фомич (немає в титрах) - Володимир Мащенко — начальник ГПУ (немає в титрах) - Валерій Філонов — гебіст «Побужинський» (немає в титрах) - Микола Дік — слідчий (немає в титрах) - Сергій Дьячков — курсант (немає в титрах) | - Сергій Русскін — гебешник (немає в титрах) - Сергій Ланбамін — молодший лейтенант (немає в титрах) - Дмитро Прігов — анестезіолог у клініці генерала (немає в титрах) - Костянтин Хабенський — оркестрант з бенгальськими вогнями (немає в титрах) - Михайло Трухін — диригент (немає в титрах) - Геннадій Четвериков — пахан (немає в титрах) - Анатолій Шведерський — лікар у клініці генерала (немає в титрах) - Євген Філатов — лікар у клініці генерала (немає в титрах) - Алі Місиров — Сталін - Мулід Макоєв — Берія - Юрій Ашихмін — зек-насильник (немає в титрах) |

## Робота над фільмом
Відправною точкою для створення сценарію послугував дитячий спогад Германа про те, як його батько спустив зі сходів шведського журналіста, прийнявши його за провокатора. Будинок Кленського по суті відтворює квартиру, в якій пройшло дитинство режисера, з безліччю дивакуватих мешканців (включаючи дочок репресованого «ворога народу», які живуть у шафі). Режисер так розповідав про сценарний задум:
Справа відбувається, коли помирає Сталін і ніхто про це ще не знає. Російський генерал. Величезний, красивий, який вважає, що все це його не стосується - те, що відбувається в країні. Усі займаються євреями, а його - пронесе. І ось його доля. Досить драматична і цікава. Ще там є іноземець, який приїхав, щоб усім зробити добре, а зробив погано. Є хлопчик, який начебто я сам, і трохи моя сім'я. Сталін і Берія теж там існують, але через призму цього генерала. І так плетуться три лінії: генерал, іноземець, хлопчик ... Хлопчик досить паскудний. Я, наприклад, ніколи не доносив на власного батька, а у фільмі хлопчик намагається це зробити. 
Сцена з вмираючим Сталіним знімалася на ближній дачі, де пройшли останні дні життя «вождя народів». Назва фільму походить від реальної фрази, яку кинув Берія, їдучи з кунцевського дачі після смерті Сталіна. Іван Васильович Хрустальов — співробітник органів держбезпеки, який чергував на дачі Сталіна в день, коли той помер. На екрані він не з'являється.
Через перебої з фінансуванням (американські спонсори зажадали, щоб Сталіна зіграв американський актор, і після незгоди Германа відмовилися від своєї участі) фільм знімався цілих сім років і був дуже очікуваним. «Ми кілька разів надовго зупинялися, група розходилася, її доводилося збирати; актори розучувалися грати в нашій манері, потрібно було вчити заново», — згадував Герман. Кошти на створення російськомовних копій надав «новий росіянин» на ім'я Серьожа, який відмовився назвати режисерові своє прізвище. Частина фінансування надійшла з Франції, частину вдалося гарантувати завдяки сприянню чиновників мерії Санкт-Петербурга. 
У телеверсії фільму частину реплік можна розібрати з великими труднощами. Герман пояснює це власним не завжди вдалим експериментуванням з багатошаровим фоновим звуком. За його словами, всі репліки можна розібрати в оригінальній кіноверсії фільму.

## Суперечливий прийом
Фільм брав участь в основній конкурсній програмі Каннського кінофестивалю (1998), але був не зрозумілий глядачами і практично обсвистаний. Багато глядачів залишили зал; показ «просто йшов під ляскіт крісел». Проте Дж. Хоберман, наприклад, назвав його одним з великих фільмів десятиліття. Кінопоказ в Японії пройшов з тріумфом. Провідні французькі кінокритики згодом принесли режисерові свої вибачення за рознос, влаштований фільму після його показу в Каннах.
Російські кінокритики сприйняли стрічку куди більш однозначно. Наприклад, Андрій Плахов передрікав, що «Хрустальов» «займе своє місце в історії кінематографа як найбільш особистий і найжорсткіший фільм видатного режисера». Режисер Сергій Лозниця назвав фільм Германа найсерйознішим в новітньому російському кінематографі: «Це найпотужніша, важлива рефлексія, це інтелектуальна, художня подія». Петро Вайль після перегляду картини написав:
Це було рідкісне зіткнення з чимось, що масштабами перевершує твоє уявлення навіть не про кіно, а про можливості будь-якого мистецтва взагалі. Мана - це те, що охоплює глядача. Сновидійна природа кіно, мабуть, ніде ще не проступала з такою відчайдушною і наочної виразністю. У «Хрустальова» занурюєшся без залишку.
У 1999 фільм зібрав премії «Ніка» в номінаціях «найкращий фільм», «найкращий режисер», «найкраща музика», «найкраща робота оператора», «найкраща робота художника-костюмера», «найкраща робота художника-постановника». Сам режисер відреагував на викликані фільмом суперечки по-філософському: «Мине шок від іншої кіномови і стане зрозуміло, що це трагікомедія про наше життя: так, як писав Гоголь, як пише Беккет».

## Проблематика
Олексій Герман каже, що у фільмі «Хрустальов, машину!» прагнув простежити витоки проблем Росії як «зґвалтованої, опущеної країни», яка «завжди всім все прощає». За його словами, це не стільки фільм про атмосферу 1953 року, скільки «наше уявлення про Росію, про те, що це таке, чому ми такі нещасні ... Ми про мільйони вбитих [в роки сталінського терору] просто сказали: «Ну ладно, ну недобре, забудемо».
Кінокритик Михайло Трофименков виявив схожість між самодурами Кленським і Сталіним — їх беззахисність перед лицем долі. Він також зазначає хиткість межі між гіперреалізмом (найдрібніше сприйняття деталей матеріального побуту повоєнного часу, «побутовизм») і фантасмагорією у фільмі Германа:
В апокаліптичній атмосфері «справи лікарів» повільно, але вірно спивається колос-генерал медичної служби, директор госпіталю нейрохірургії. Те, що відбувається навколо, настільки ірраціонально, що іноді здається: всі події фільму — його білогарячкова фантазія, подібно до того як вся «сучасна» частина «Одного разу в Америці» — опійні мрії героя Де Ніро. Натуралізм переростає в сюрреалізм».
Антон Долин звертає увагу на те, що в художньому світі Германа важко вловити межу, що відокремлює не тільки реальність від сновидіння, а й щось наповнене глибоким змістом від випадкового. Завдяки непроговореним сюжетним поворотам і відмови режисера від традиційної кіномови з перебивочними великими планами немов би сама історія піднімається перед очима глядача як неприборкана, жахлива сила.